# Леполь, Франсуа Габриэль
Гийом Франсуа Габриэль Леполь (фр. Guillaume François Gabriel Lepaulle; 21 января 1804, Версаль — 28 августа 1886, Аи) — французский художник.

## Жизнь и творчество
Леполь был учеником художников Жана-Батиста Реньо и Ораса Верне. В 1819 году Леполь поступил в Школу изящных искусств. В 1824 он дебютировал на Парижском салоне с картиной «L’invention de la lyre» (Изобретение лиры), после чего выставлялся постоянно. В поисках художественных впечатлений Леполь совершил многочисленные путешествия за пределы Франции — в Италию, Бельгию, Испанию, Северную Африку.
Леполь ценился как художник-портретист, автор жанровых полотен и картин на исторические и мифологические сюжеты, по театральной и оперной тематике. Он был учителем мастера жанровой живописи Филиппа Аронса. Его картины хранятся в Версале, в парижском музее Карнавале, в музее Валансьена и др.

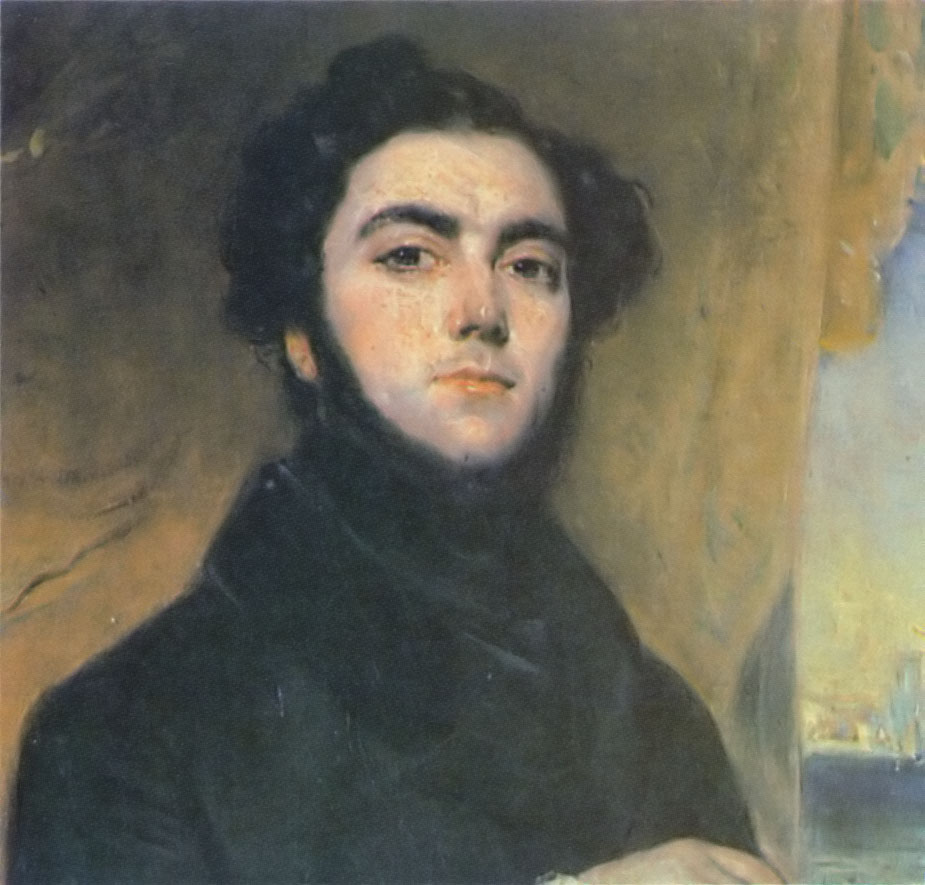
Портрет писателя Эжена Сю (1837)
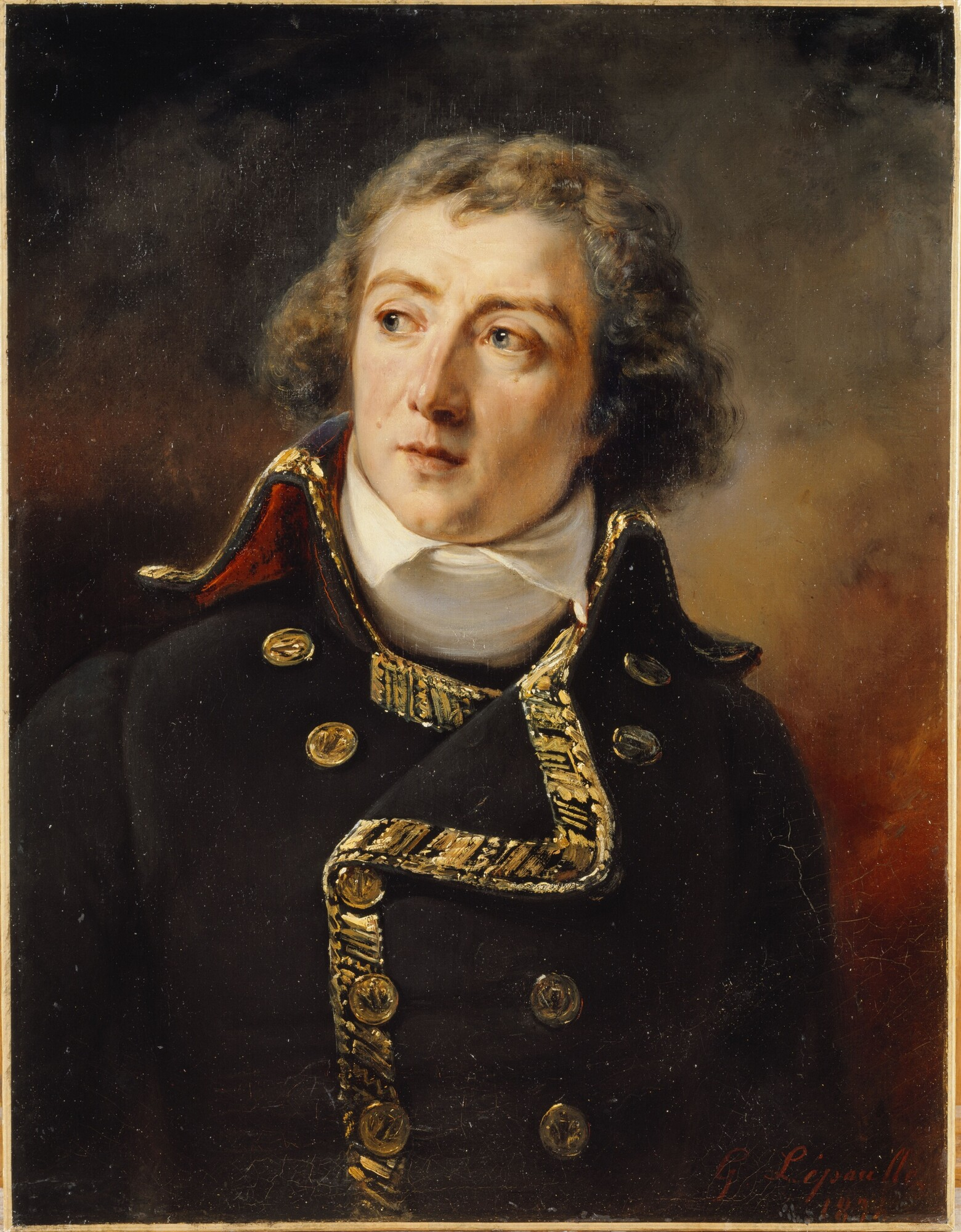
Портрет маршала Луи Александра Бертье
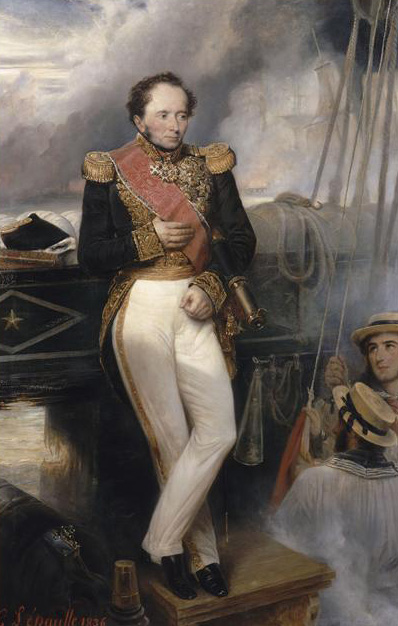
Портрет вице-адмирала Готье, графа де Риньи (1836)
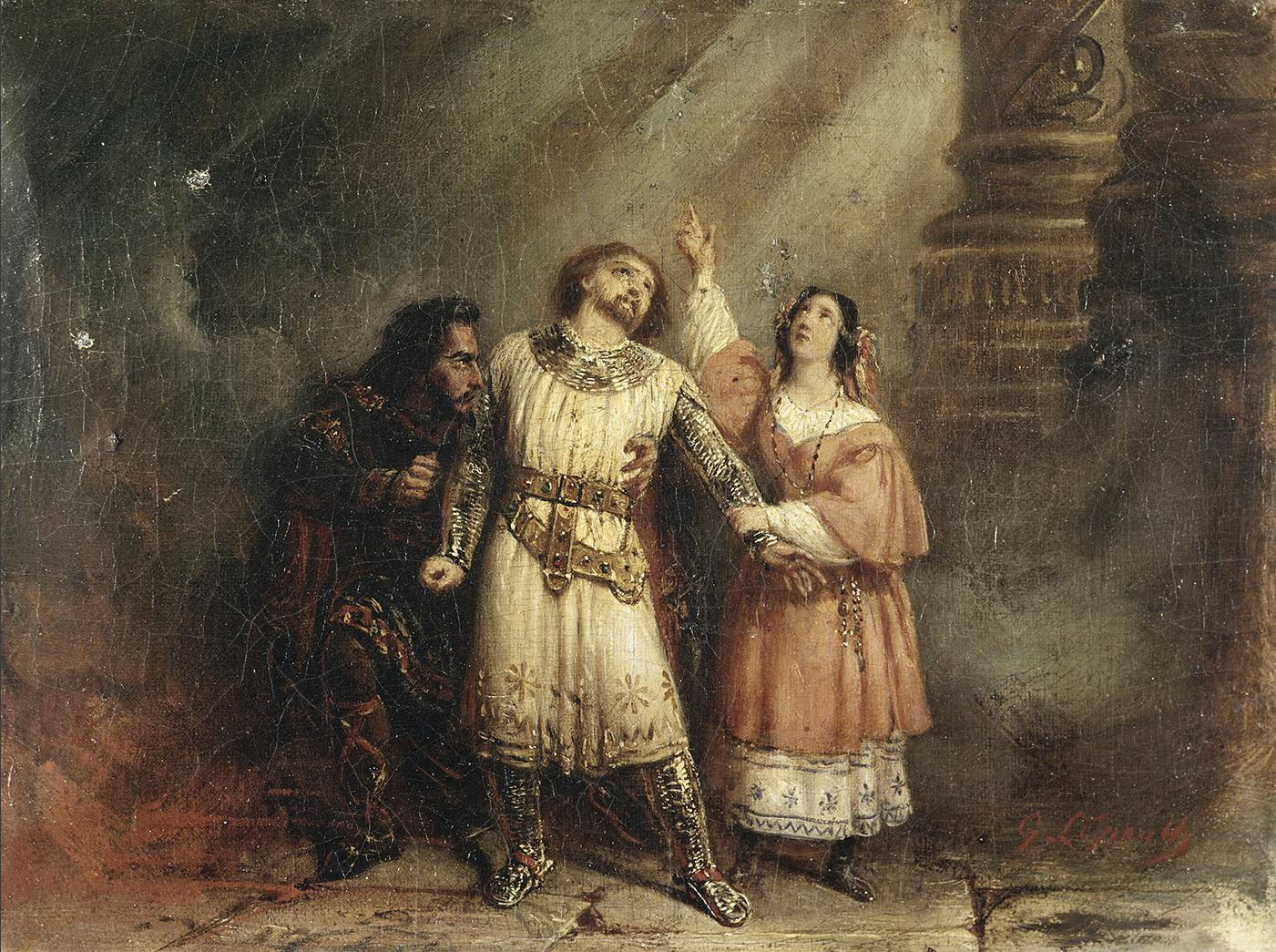
Трио из акта V оперы «Роберт-Дьявол» (ок. 1835)